# Моррис, Роберт (финансист)
Роберт Моррис младший (англ. Robert Morris, Jr.; 20 января 1734 — 9 мая 1806) — единственный суперинтендант финансов в истории США, занимавший данный пост в 1781—1784 гг. Его подпись стоит на основополагающих документах американской государственности: Декларация независимости США; Статьи Конфедерации; Конституция США.

## Биография
В 13-летнем возрасте вместе с родителями прибыл в Америку, унаследовал немалое состояние от отца, известного чаеторговца, и приумножил его, став успешным судовладельцем, торгуя рабами и занимаясь банковским делом. К 1775 году он был богатейшим человеком в Америке.
Во время Американской революции был избран в члены ассамблеи Пенсильвании, позже стал председателем комитета Пенсильвании по безопасности, а также был членом Второго Континентального конгресса, где занимал пост председателя Секретного комитета торговли и члена Комитета по переписке. Он потратил более $1,4 млн своих личных средств на продовольствие и амуницию для армии Джорджа Вашингтона, солдаты получали жалованье векселями с его подписью. Он также вооружил несколько кораблей, которые занимались каперством в английских водах, а вся добыча доставалась ему. 
С 1781 по 1784 годы служил суперинтендантом финансов США, фактически осуществляя контроль над экономикой только что образовавшейся страны. Как главный специалист по гражданскому праву в правительстве, Моррис был в тесных отношениях с Джорджем Вашингтоном. Будучи очень успешным политическим и финансовым деятелем, получил прозвище «Финансист революции». В то же время он был представителем морского флота, занимая должность на добровольной основе, без заработной платы, но позволяющей контролировать Континентальный военно-морской флот.
Джордж Вашингтон назначил Морриса на новообразованную должность Министра финансов (Секретаря Казначейства), однако по состоянию здоровья тот отказался, и первым Министром финансов по рекомендации Морриса был назначен Александр Гамильтон.
Сам же Моррис стал одним из первых сенаторов США от штата Пенсильвания, проработав на этом посту с 1789 по 1795 год. 
После окончания политической карьеры он опять занялся бизнесом — основал первый в США железопрокатный завод, выращивал в оранжереях экзотические фрукты, строил каналы, скупал земли в сельской местности и за короткий срок приобрел порядка 24 тыс. кв. км. Он ожидал займа из Нидерландов, чтобы начать обработку этих земель, но из-за французского вторжения в Нидерланды так его и не получил. В результате он не мог расплатиться со своими кредиторами, пытался сбежать от них, но в феврале 1798 года был арестован и оказался в долговой тюрьме. Заключение Морриса, героя Американской революции, в долговую тюрьму вызвало недовольство у многих американцев, и в результате в 1800 году в США был принят первый федеральный закон о банкротствах, который разрешал списание некоторой части долга, если заемщик будет признан несостоятельным. Моррис был освобождён и вскоре умер.